# Língua do P
A língua do P ou língua dos pês (Paa pinlin puagua podo pePe ou linpingupuapa dopo Pêpê na Língua do P), é uma cifra fonética, geralmente utilizada por crianças, de substituição simples que consiste em se introduzir a consoante P seguida pela vogal precedente (e algumas consoantes — como o m, n, r, s, etc) de cada um dos fonemas da frase.
Por exemplo a frase:
Quando eu era criança, usava muito a língua do P para falar com meus irmãos.'
Ficaria:
Panquan podo peueu pee para picri panan paça, puu pasa pava puimui poto paa pinlin puagua podo pePe papa para pafa parlar pomcom peme pusus pirir pãmã posos.
Outra forma que se usar este tipo de "dialeto" é:
Por exemplo a frase:
João gosta de comer feijão e farinha.
Ficaria:
PÊJoPÊão PÊgosPÊta PÊde PÊcoPÊmer PÊfeiPÊjão PÊe PÊfaPÊriPÊnha.

Em Portugal, é usada uma variante ligeiramente diferente, em que a sílaba é acrescentada depois da correcta, em vez de antes. Assim, a mesma frase ficaria:
Quanpandopo eupeu eperapa criprianpançapa, epeupu','sapavapa muipuitopo apa linpingupuapa dopo  Pêpê paparapa fapalarpar compom (ospos) meuspeus irpirmãospãos.
Um bom exemplo literário de Língua do P pode se ler no conto de Clarice Lispector, "A língua do P", na obra A Via Crucis do Corpo (1974).
Similarmente, nos países vizinhos do Brasil onde predomina o idioma espanhol, pratica-se o jeringonzo (também chamado de jeringoncia e jeringonza), o qual pode ser expressado em diferentes formas dialetais.
A Língua do P nos países de língua inglesa é um pouco diferente. Esta consiste em colocar a primeira letra da palavra no final desta e acrescentar a partícula +ay. É também chamada de Pig Latin (Latim macarrônico), Backslang ou Gibberish. A razão desta mudança talvez seja para obter uma melhor sonoridade, já que a língua inglesa não é uma língua latina.
Por exemplo:
I like to speak Pig Latin.
Ficaria:
Iay Ikelay otay peaksay Igpay Atinlay.
No mundo cultural germânico existem várias formas de línguas infantojuvenís similares a nossa Língua do Pê:
Na Alemanha, por exemplo, a mais conhecida e celebrada delas se chama Löffelsprache (Löleföf elefel spralefach elefe) que traduzido literalmente quer dizer Língua da Colher (Löffel = colher + Sprache = língua). Já na Suíça alemã existe uma língua similar em sua natureza que se chama Matteänglisch ou Mattenenglisch (Itteme-Inglische) que quer dizer  'língua falada num lugar chamado Matte' .
Vale notar que até existe literatura produzida nestas línguas. Também existem clubes de aficionados. Apesar de terem surgido na Europa, e no caso do Matteänglish mais especificamente na área de Berna, na Suíça, existem falantes desses idiomas 'construídos' em vários países do mundo para onde imigraram europeus de origem teuta (i.e. Brasil, Estados Unidos, etc.).
Seguem algumas palavras chave sobre este assunto em alemão para quem quiser aprofundar as seus conhecimentos nesta área: Geheimsprache (língua secreta), Spielsprache (idioma de brinquedo), Sprachspiel (brincar de falar...), Zungenbrecher (trava língua).